# محمد فاروق (حكم)
محمد فاروق حكم كرة قدم مصري دولي، من منطقة بني سويف لكرة القدم، يشارك حاليًا في الدوري المصري الممتاز.

## مسيرته
حاصل على بكالوريوس التربية الرياضية – جامعة حلوان 1992، وحاصل على شهادة تدريب من اللجنة الأولمبية بتقدير عام جيد جدًّا في كرة القدم، وحاصل على شهادة تدريب دولية في الكرة الخماسية، كما أنه حاصل على دورات عديدة في التحكيم الدولي من الاتحاد الدولي والاتحاد الأفريقي لكرة القدم، وحاصل على مشروع جماعات الإسعافات ومواجهة الطوارئ من المجلس الأعلى للشباب والرياضة، وحاصل أيضًا على مساعد قائد وحدة كشفية من الكشافة البحرية المصرية، وكذلك فقد كان مديرًا فنيًّا لفريق جامعة بني سويف الفائز ببطولة الجامعات المصرية للكرة الخماسية على مدار ثلاث سنوات متصلة، كما يصنف من ضمن حكام النخبة الأفريقية، كما تجدر الإشارة إلى أنه كان يشغل المستشار الرياضي للنقابة العامة للعاملين بالإعلام بني سويف، كما أنه عضو لاعب سابق بمنتخب مصر للكرة الخماسية، وبمنتخب مصر العسكري وبنادي بني سويف الرياضي، وكذلك فهو نائب مجلس إدارة نادي الشباب الرياضي. وفي سبتمبر 2013 تولى مهام رعاية الشباب بجامعة بني سويف بقرار من أمين لطفي رئيس جامعة بني سويف.
وقد سبق له المشاركة في تصفيات بطولة أمم أفريقيا، وأيضًا تصفيات كأس العالم 2014 حيث أدار ثلاث لقاءات هي: الكونغو الديمقراطية وتوغو، وليبيريا وأوغندا، وأثيوبيا وجنوب أفريقيا.